# Mały Żor
Mały Żor (833 m) – szczyt w paśmie Glinnego w Beskidzie Śląskim. Znajduje się w nim między szczytem Wielki Żor i Czerwieńska Grapa, od tego ostatniego oddziela go przełęcz Siodełko.
Jest to porośnięta lasem góra o ostrym wierzchołku. W południowo-zachodnim kierunku tworzy mały grzbiet oddzielający dolinki bezimiennego potoku i potoku W Sikorczanem (obydwa są dopływami Bystrej), w kierunku północno-wschodnim również mały grzbiet oddzielający dolinki dwóch dopływów Kubiesówki. Przez grzbiet Wielkiego Żoru biegnie granica między wsiami Kamesznica i Cisiec w województwie śląskim, w powiecie żywieckim.
Mały Żor jest porośnięty lasem, ale wskutek bliskości terenów zamieszkałych, jest na nim wiele polan, obecnie zarastających lasem.